# セブパシフィック航空
セブパシフィック航空 (セブパシフィックこうくう、英: Cebu Pacific Air) は、フィリピンのセブ島、マニラを拠点とする格安航空会社である。

## 概要
セブ航空はジョン・ゴコンウェイ（John Gokongwei）率いるJGサミット・ホールディングスが所有し、フィリピン政府の規制緩和を受けて国内線市場に参入した会社である。2011年現在、フィリピンにおいてフィリピン航空を抜く最大の航空会社で、ゴコンウェイ家によって経営される「JGサミットホールディングス」の子会社である。ゴコンウェイはフィリピンに拠点を置く中国系フィリピン人の富豪である。
セブパシフィック航空を運営しているセブ航空株式会社（Cebu Air, Inc.）は1988年8月26日に設立され、1991年にセブ航空に運航を認める法案が議会で承認された。1996年3月8日に第一便が運航された。1998年2月の事故（後述）の後、しばらく政府の指示により運航を休止したが、翌月には運航を再開させた。
当初はメトロ・マニラ、メトロ・セブ、ダバオの間を結び、一日の便数は24だったが、2001年末にはフィリピン国内の18か所に一日80便を運航させる企業へと成長した。2000年代には国際線参入の認可を得て東南アジアや北東アジアに就航した。最初の国際線は2001年11月22日に就航した香港便であった。
その後の拡大により、フィリピン国内線のほか、インドネシアやマレーシア、シンガポールなど東南アジア諸国のみならず、台湾や韓国など北東アジアの主要都市を中心に50都市に乗り入れている。
一方、EUからは、フィリピンの航空当局の「安全確認の体制に問題がある」として、他の全てのフィリピンの航空会社とともに2010年3月30日からのEU域内への乗り入れ禁止措置が加えられており、2014年4月頃まで同社は航路開設の目処が立っていなかった。しかし、4月9日付でアメリカ連邦航空局は国際民間航空機関(ICAO)の安全基準を満たすという理由により、フィリピンの安全基準をカテゴリー2からカテゴリー1に引き下げた他、EUは4月10日付で航空会社安全リストを更新し、フィリピン航空に続いてセブパシフィック航空もEU域内へ乗り入れ禁止リストから解除された。
2014年1月8日に、シンガポールの「タイガーエア」と戦略的提携を実施すると発表。両社の路線網について、インターライン提携によって、相互に予約・販売、乗継が可能となり、ネットワークを拡大することで、利便性が高まることとなった。またタイガーエアが、フィリピンの「タイガーエア・フィリピン」の株式40%を当社に譲渡し、タイガーエア・フィリピンを100%子会社化した。なお、タイガーエア・フィリピンは引き続き「タイガー・エア」ブランドを使用し当面は運航を継続していたが、2015年にCebgoへとブランド名を変更した。
2015年8月15日、マニラのニノイ・アキノ国際空港で利用するターミナルの変更が予定されている。

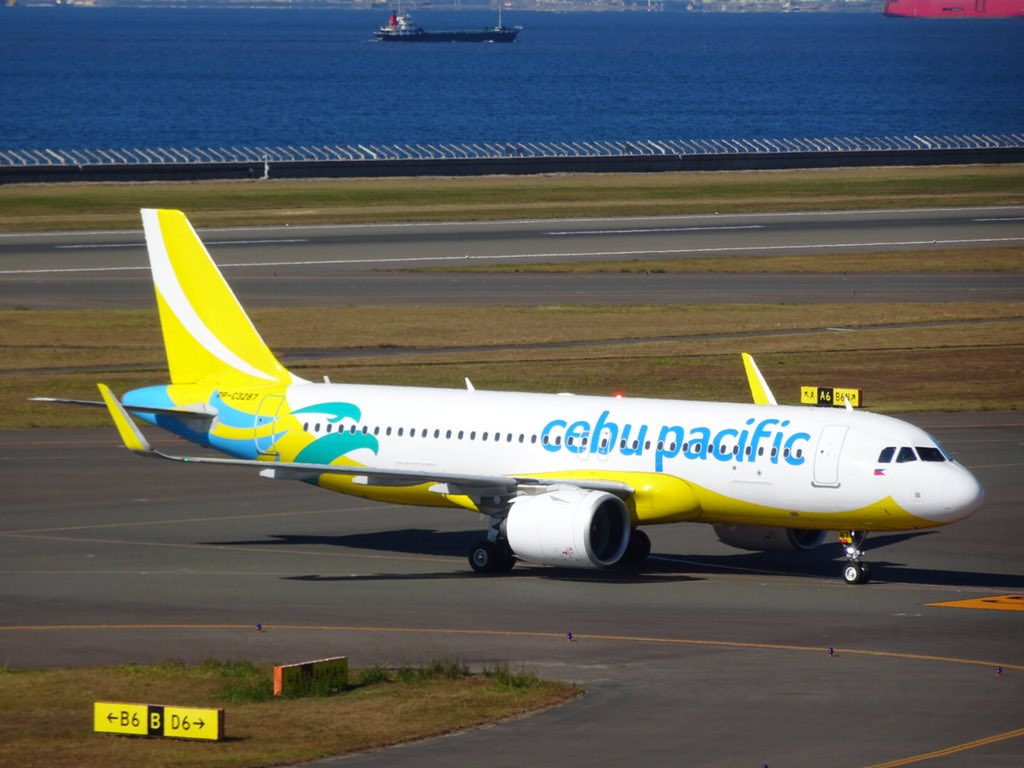
エアバスA320neo

2016年3月1日、同社20周年を記念し、客室乗務員の新しい制服を発表。新しい制服は2016年3月27日の2016年夏スケジュールにあわせて着用。

エアバスA321neo （新塗装）

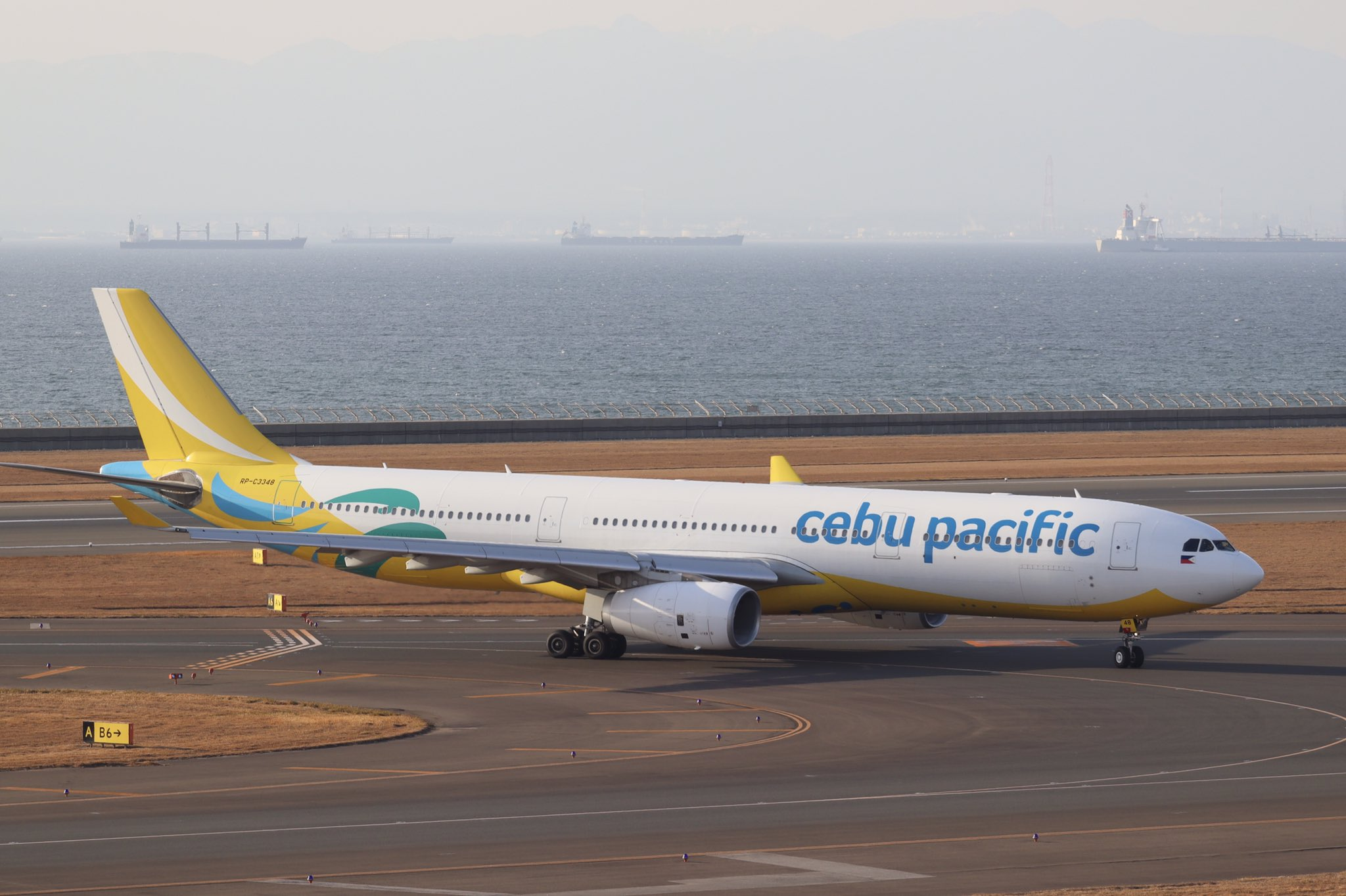
エアバスA330-300（新塗装）

## 保有機材

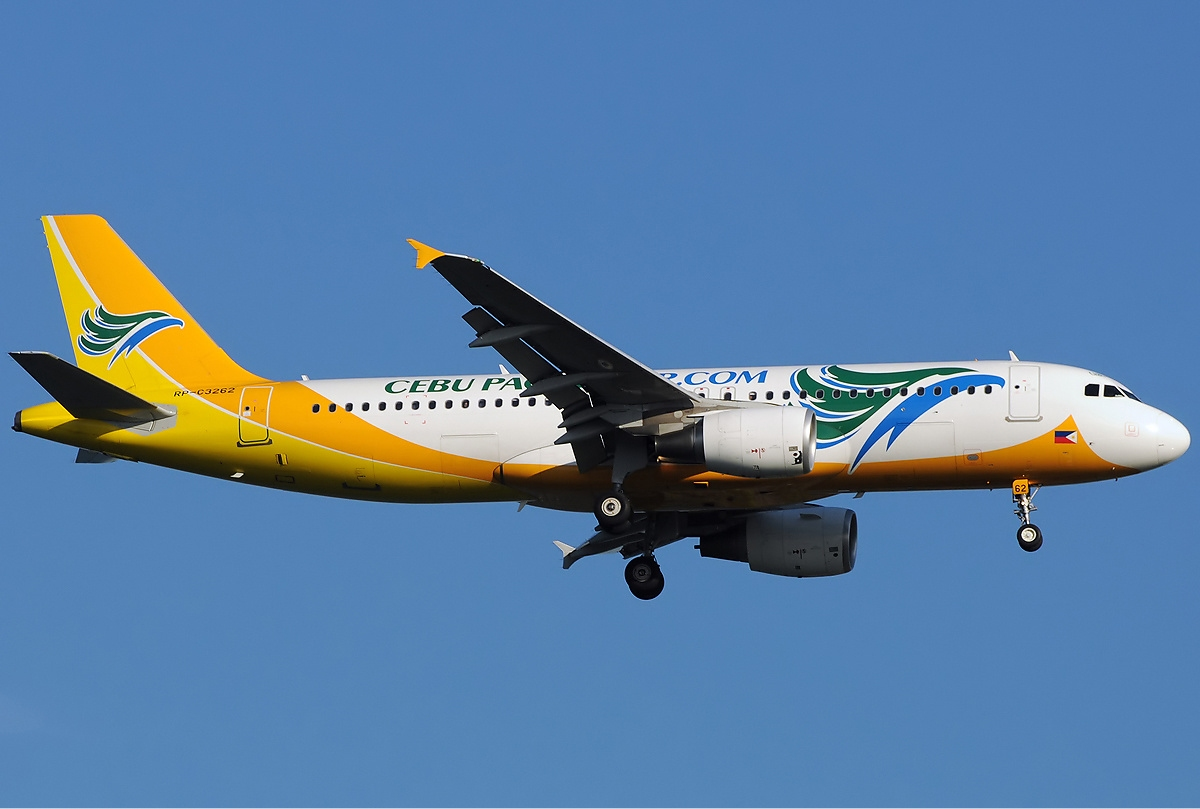
エアバス A320

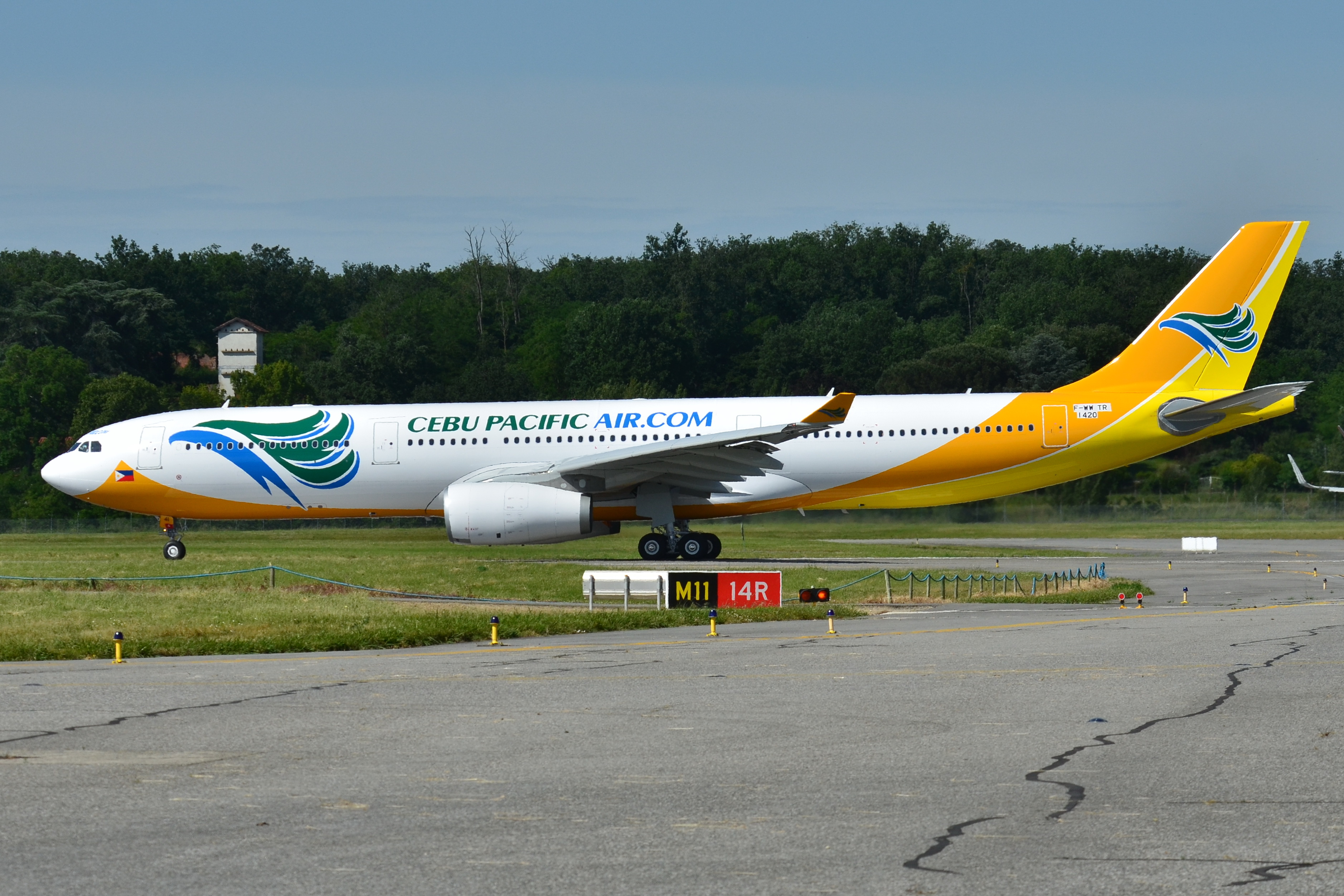
エアバス A330

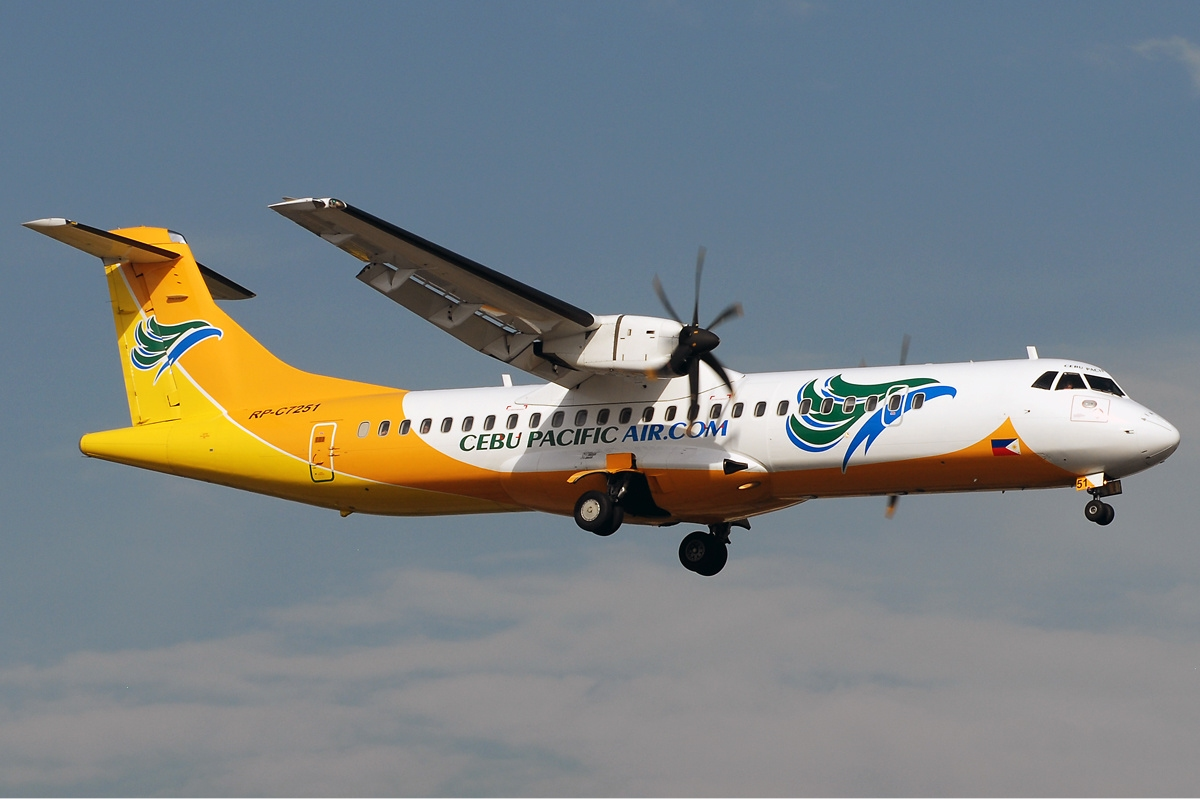
ATR 72

| 航空機           | 保有数 | 発注数 | 座席数 | 備考               |
| ---------------- | ------ | ------ | ------ | ------------------ |
| エアバスA320-200 | 20     | -      | 180    |                    |
| エアバスA320neo  | 18     | -      | 188    |                    |
| エアバスA321-200 | 7      | -      | 230    |                    |
| エアバスA321neo  | 13     | 19     | 236    |                    |
| エアバスA321XLR  | -      | 10     | 240    |                    |
| エアバスA330-300 | 1      | -      | 436    |                    |
| エアバスA330-900 | 6      | 10     | 459    |                    |
| ATR 72-600       | 15     | -      | 72/78  | セブゴーによる運航 |
| 貨物機材         |        |        |        |                    |
| ATR 72-500F      | 2      | -      | 貨物   | セブゴーによる運航 |
| 計               | 82     | 39     |        |                    |

## 日本との関係
| 便名        | 路線     | 路線        | 機材                                               |
| ----------- | -------- | ----------- | -------------------------------------------------- |
| 5J5054/5055 | マニラ   | 東京/成田   | - エアバスA321 - エアバスA330-900neo               |
| 5J5056/5057 | マニラ   | 東京/成田   | エアバスA330-900neo                                |
| 5J827/828   | マニラ   | 大阪/関西   | エアバスA330-900neo                                |
| 5J5038/5039 | マニラ   | 中部        | - エアバスA321neo - エアバスA330-900neo            |
| 5J5128/5129 | マニラ   | 札幌/新千歳 | - エアバスA320neo - エアバスA321neo                |
| 5J922/923   | マニラ   | 福岡        | エアバスA321neo                                    |
| 5J5018/5019 | セブ     | 大阪/関西   | - エアバスA320neo - エアバスA321 - エアバスA321neo |
| 5J5062/5063 | セブ     | 東京/成田   | - エアバスA320 - エアバスA321neo                   |
| 5J5064/5065 | セブ     | 東京/成田   | - エアバスA320 - エアバスA320neo                   |
| 5J5068/5069 | クラーク | 東京/成田   | - エアバスA320 - エアバスA321                      |

### 日本との歴史
- 2008年11月20日より、関西-マニラ線就航[10]。
- 2014年3月30日から、成田-マニラ線、中部-マニラ線を開設[11]。
- 2015年3月26日から、成田-セブ線を直行便で開設。
- 2015年12月17日から、福岡-マニラ線を週3便で運航開始。
- 2020年3月19日から全便が運休。
- 成田-マニラ線が2020年8月1日から週2便で運航再開。
- 関西-マニラ線が2020年8月7日から週1便で運航再開。
- 2020年9月8日、名古屋/中部-マニラ線の定期便を再開[12]。
- 2021年3月18日から4月18日までの1カ月間、成田、中部発着のマニラ線を運休[13]。
- 2023年5月1日から、成田-セブ線を再開。
- 2023年5月21日から、成田-クラーク線の運航再開。
- 2024年10月15日から、関西-セブ線の直行便を開設。
- 2025年1月16日より、札幌/新千歳-マニラ線に就航[14]。

## サービス
同社は典型的な格安航空会社のポリシーを発表している。機材や整備、予約システムなどのハード面にお金はかけて、無料の飲食、無料預入手荷物、紙チケット、マイレージプログラムなどは実施しないでその分、航空券価格「LiteFARE」として反映させるとしている。
機内食やアルコール類は有料だが、メニューの入れ替えが早く、便によっては搭載していないメニューもある。機内誌「Smile」があり、機内販売のカタログを兼ねている。USドル、フィリピンペソで支払ができるがお釣りは基本的にフィリピンペソ建てしかない。手荷物の重量確認は厳しく、機内持ち込みは7kgまで無料だが少しでも超過すると超過料金が発生するため、空港カウンターでの詰め替え作業も多くチェックインに時間がかかることも多い。使用機材の多くがエアバスA320やATR72などの最新鋭機であるが、座席の間隔は広くなく、個人用モニターなどの設備はない。しかし、A319の一部ではイヤホンを持ち込むと音楽などが聞ける機種もある。国際線では、その国の言葉での放送（録音）はあるが、乗務員との会話は基本的に英語となっている。また、便によっては「show me game（〜を見せてください）」と客室乗務員が言ったとき、それを一番早く見せた人が商品を受け取ることができるようなゲーム性のあるサービスを実施している。
2010年10月、レディー・ガガの『ジャスト・ダンス』に合わせ、ダンスをしながら離陸前の安全ガイダンスを試験的に実施し、大きな評判を得た。

## 就航路線

### 国内線
ルソン島
マニラ（ニノイ・アキノ国際空港 ターミナル3）：メインハブ
ブスアンガ（Busuanga Airport）
カワヤン（Cauayan Airport）
クラーク（クラーク国際空港）
ラオアグ（ラオアグ国際空港）
レガスピ（レガスピ空港）
ナガ（Naga Airport）
プエルト・プリンセサ（プエルト・プリンセサ国際空港）
サンホセ（サンホセ空港）
トゥゲガラオ（Tuguegarao Airport）
ヴィラク（Virac Airport）
ビサヤ諸島
セブ（マクタン・セブ国際空港）：ハブ
バコロド（バコロド＝シライ国際空港）
カティクラン/ボラカイ（ゴドフレド・P・ラモス空港）
ドゥマゲテ（Sibulan Airport）
イロイロ（イロイロ国際空港）
カリボ（カリボ国際空港）
ロハス（Roxas Airport）
タクロバン（タクロバン空港）
ボホール（ボホール・パングラオ国際空港）
マスバテ
ミンダナオ島
ダバオ（ダバオ国際空港）：ハブ
ブトゥアン（バンカシ空港）
カガヤン・デ・オロ（Lumbia Airport）
コタバト（Awang Airport）
ディポログ（Dipolog Airport）
ジェネラル・サントス（ジェネラル・サントス国際空港）
オザミス（Labo Airport）
パガディアン（Pagadian Airport）
シアルガオ（Sayak Airport）
スリガオ（Surigao Airport）
タウイタウイ（Sanga-Sanga Airport）
サンボアンガ（サンボアンガ国際空港）

### 国際線

#### 東アジア
日本
東京/成田、大阪/関西、名古屋/中部、福岡、札幌/新千歳
 韓国
ソウル/仁川、釜山
 中国
上海/浦東、広州
 香港
香港
 マカオ
マカオ
 台湾
台北/桃園

#### 東南アジア
インドネシア
ジャカルタ、デンパサール
 シンガポール
シンガポール
 タイ
バンコク/スワンナプーム、プーケット
 マレーシア
クアラルンプール、コタキナバル
 ベトナム
ハノイ、ホーチミンシティ
 ブルネイ
バンダルスリブガワン

#### オセアニア
オーストラリア
シドニー

#### 中東
アラブ首長国連邦
ドバイ
 サウジアラビア
リヤド、ダンマン
 クウェート
クウェート

## 事故・トラブルなど
- 1998年2月2日 - マニラ発（タクロバン経由）カガヤ・デ・オロ行き / 387便 / DC-9-32 / RP-C1507

マニラのニノイ・アキノ国際空港からフィリピン中部のタクロバンを経由してフィリピン南部のミンダナオ島北部の都市カガヤン・デ・オロに向かう387便DC-9-32（RP-C1507）が、午前11時頃に最終目的地であるカガヤン・デ・オロ空港への着陸進入中、空港より北北東約50kmの山中に激突。乗客乗員104人全員が死亡する大惨事となった。

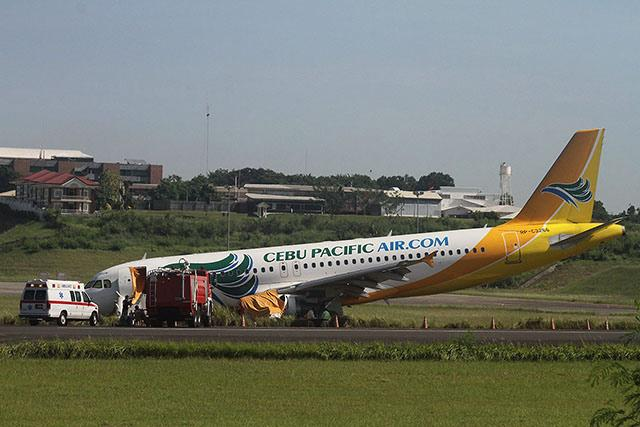
事故後に撮影された971便

- 2013年6月2日 - マニラ発ダバオ行き / 971便 / A320-214 / RP-C3266

ダバオ空港への着陸の際、滑走路を逸脱し、前輪が滑走路脇の草地に突っ込んだ。その後機体は停止し、車輪が破損したものの、乗客165名、乗員6名は全員生還し、怪我もなかった。事故当時、雷雨によって視界が悪く、運航乗務員によると「高度を下げても滑走路からのライトをはっきりと視認できなかった」と当局へ報告されていて、当局調査で滑走路の右端灯を中心線灯と誤認し、悪天候による着陸強行が事故の原因と言われている。
- 福岡空港代替着陸トラブル

2023年9月4日 - マニラ発福岡行き/923便/A321-271NX/RP-C4124福岡空港への着陸の際、一度着陸復行を実施後管制から3番目の着陸順通知後、航空機から北九州空港への代替着陸要請となり、4日20時55分頃到着。その後北九州から福岡への飛行が福岡空港運用時間22時までの門限超過する可能性で福岡ヘの飛行を断念、北九州での運航打ち切りは北九州空港でのCIQ対応時間外のため不可のため、旅客降機せず5日未明に北九州を出発し、マニラ出発から約11時間かけて5日午前2時過ぎマニラへ折返し着陸した。同月8日、国交相は会見で航空会社判断で引き返した見解を示し、代替着陸後に当初目的地空港の運用時間制限で飛行できず、代替着陸空港でも降機できない場合、旅客負担軽減を鑑みて関西空港などの24時間運用空港への誘導も航空会社に呼びかけていきたいとした。
運航状況（現地時間）：マニラ4日15:25頃発>北九州4日20:55頃着/5日0:16頃発>マニラ5日2:19頃着
2024年5月19日- マニラ発福岡行き/923便/A321-271NX/RP-C4126にて福岡空港への着陸の際、他社機トラブルで滑走路閉鎖となり旋回待機中に北九州への代替着陸を選択し、19日19時20分頃到着。給油後福岡への飛行を模索したが再度断念、今回も北九州降機は出来ず、関西空港へ目的地変更23時40分過ぎ着陸し、運航打ち切りとなり旅客は約8時間機内から出られなかった。
運航状況（現地時間）：マニラ19日14:51頃発>北九州19日19:20頃着/19日22:50頃発>関西19日23:40頃着